# Библиотека № 133 (Киев)
Библиотека № 133 имени Олеся Бердника — публичная библиотека, расположенная в Дарницком районе города Киева.

## Адрес
02068, Киев, Улица Степана Олейника, 10.

## Характеристика
Площадь помещения библиотеки — 300 м2, Книжный фонд — 30 950 экземпляров. Ежегодно обслуживает 5 250 пользователей, количество посещений за год — 25 000, книговыдача — 96 000 экземпляров.

## История библиотеки
Библиотека № 133 основана в 1951 году. Обслуживает читателей Харьковского массива с 1999 года.
В начале своей деятельности главным направлением в работе библиотеки стало экологическое воспитание. В библиотеке оформлена «Экологическая комната», она сотрудничает с отделом экологии Дарницкой райгосадминистрации. Большое внимание в работе библиотеки уделяется вопросам краеведения — в частности, ежегодно библиотека проводит цикл мероприятий «Моей улицы имя» (укр. Моєї вулиці ім'я). К услугам читателей — абонемент, читальный зал.
Партнерами библиотеки являются общеобразовательные школы, отдел экологии Дарницкой райгосадминистрации, районная социальная служба молодежи, союз женщин Дарницкого района города Киева и ряд других организаций.
5 июня 2012 года библиотеке № 133 было присвоено имя известного украинского писателя-фантаста и правозащитника Олеся Павловича Бердника.